# ヴィムス
株式会社ヴィムス (英: VIMS) は、日本の芸能事務所。株式会社アイムエンタープライズの子会社。主に声優のマネージメントを行っている。

## 概要
アーツビジョン・アイムエンタープライズ・日本ナレーション演技研究所などのグループ企業。
設立当初はシグマ・セブンから移籍した森久保祥太郎のための個人事務所として、アイムエンタープライズ社内に設置された。その後、若手の新人やアーツビジョンからフリーランスを経て移籍してきた堀江由衣の受け入れを経て、アイムエンタープライズから分社化した。なお、2018年8月31日をもって森久保は所属を離れている。

## 歴史
- 2001年（平成13年） - 株式会社アイムエンタープライズ社内に本体とは別の声優マネージメント部門「アイムエンタープライズVIMS」を開設し、森久保祥太郎のマネージメントを開始する。
- 時期不明 - 名称を「VIMS」に改名する。
- 2007年（平成19年）11月22日 - 「株式会社ヴィムス」として、アイムエンタープライズの子会社として分離独立する。

## 所属声優
（2023年12月20日閲覧時点）

### 男性
- 青山尊
- 伊瀬結陸
- 市川太一
- 浦和希
- 大鈴功起
- 岡辰青
- 梶裕貴
- 菊池幸利
- 瀧本健勢
- 夏目響平
- 野上翔
- 野牧幸矢
- 三上瑛士
- 室井海人
- 本橋大輔
- 八代拓
- 和田将弥

### 女性
- 相川遥花
- 青島れな
- 阿部里果
- 天野聡美
- 内村史子
- 榎吉麻弥
- 大倉紬
- 河井晴菜
- 黒瀬ゆうこ
- 琴平しらべ
- 桜川真依
- 清水春那
- 白浜灯奈乃
- 涼本あきほ
- 大地葉
- 七海こころ
- 鳴沢優海
- 新名彩乃
- 野村真悠華
- 橋本ちなみ
- 春村奈々
- 東内マリ子
- 藤田奈央
- 星本眞彪
- 堀江由衣
- 峯田茉優
- 宮崎ヒヨリ
- 山本希望
- 結名美月
- 優木かな
- 幸村恵理

## かつて所属していた主な声優

### 男性
- 鈴木崚汰（現所属：DASH ON）
- 浜口慎太郎（引退）
- 丸高大知（引退）
- 村瀬歩（現所属：アスターナイン）
- 森久保祥太郎（現所属：アドナインス）

### 女性
- 相澤みちる（引退）
- 井ノ上奈々（現所属：KiNOME（業務提携））
- 織部ゆかり（現所属：マウスプロモーション）
- 木村千咲（現所属：IAMエージェンシー）
- 五味紗也香（BigTackShip代表）
- 篠田みなみ（フリー）
- 篠宮梨乃
- 立花芽恵夢（フリー）
- 泊明日菜（現所属：Zynchro）
- 福原綾香（現所属：アクロスエンタテインメント）
- 松本花雪（フリー）
- 和泉風花（現所属：アミューズ）

## その他
- VIMSは森久保祥太郎と堀江由衣の各公式ファンクラブの公式サイトのドメイン管理を行っている（堀江は開設時、アーツビジョンによる登録。以前アイムエンタープライズに所属していた山本麻里安の公式ファンクラブ携帯用サイトのドメイン管理も行っていた）。
- VIMSは、業務内容の一つにファンクラブ運営管理とあるため、公式ファンクラブの運営にドメイン管理以外の業務でも関わっている可能性があるが、この事業に関しての詳細は公表されていないため、詳細は不明である。